# Mucrovirga incompleta
Mucrovirga incompleta  (лат.) — ископаемый вид скрыточелюстных членистоногих подкласса ногохвостки из семейства Sminthuridae (Sminthurinae). 

## Описание
Обнаружен в бирманском янтаре (типовая серия: Kachin State, на Ledo Road в 105 км от Miyitkama), Мьянма, Юго-Восточная Азия). Меловой период, сеноманский ярус (около 100 млн лет). Длина тела до 0,365 мм. Число омматидиев в глазах: 8+8. Четвёртый членик усиков состоит из 9—10 субсегментов. Вид Mucrovirga incompleta был впервые описан в 2006 году американскими энтомологами Кеннетом Христиансеном (Kenneth Christiansen) и Полом Насцимбене (Paul Nascimbene) по типовой серии, хранящейся в Американском музее естественной истории (Нью-Йорк) вместе с Propachyotoma conica, Protoisotoma burma, Cretacentomobrya burma, Proisotoma pettersonae, Sminthuricinus decepta и другими новыми ископаемыми видами. Родовое название Mucrovirga происходит от латинского слова virga, ссылаясь на своеобразную стержневидную форму мукро (прыгательная вилка на брюшке). Таксон Mucrovirga incompleta близок к родам Sminthuricinus, Grinnellia, Sminthurconus.